# Пневматична зброя

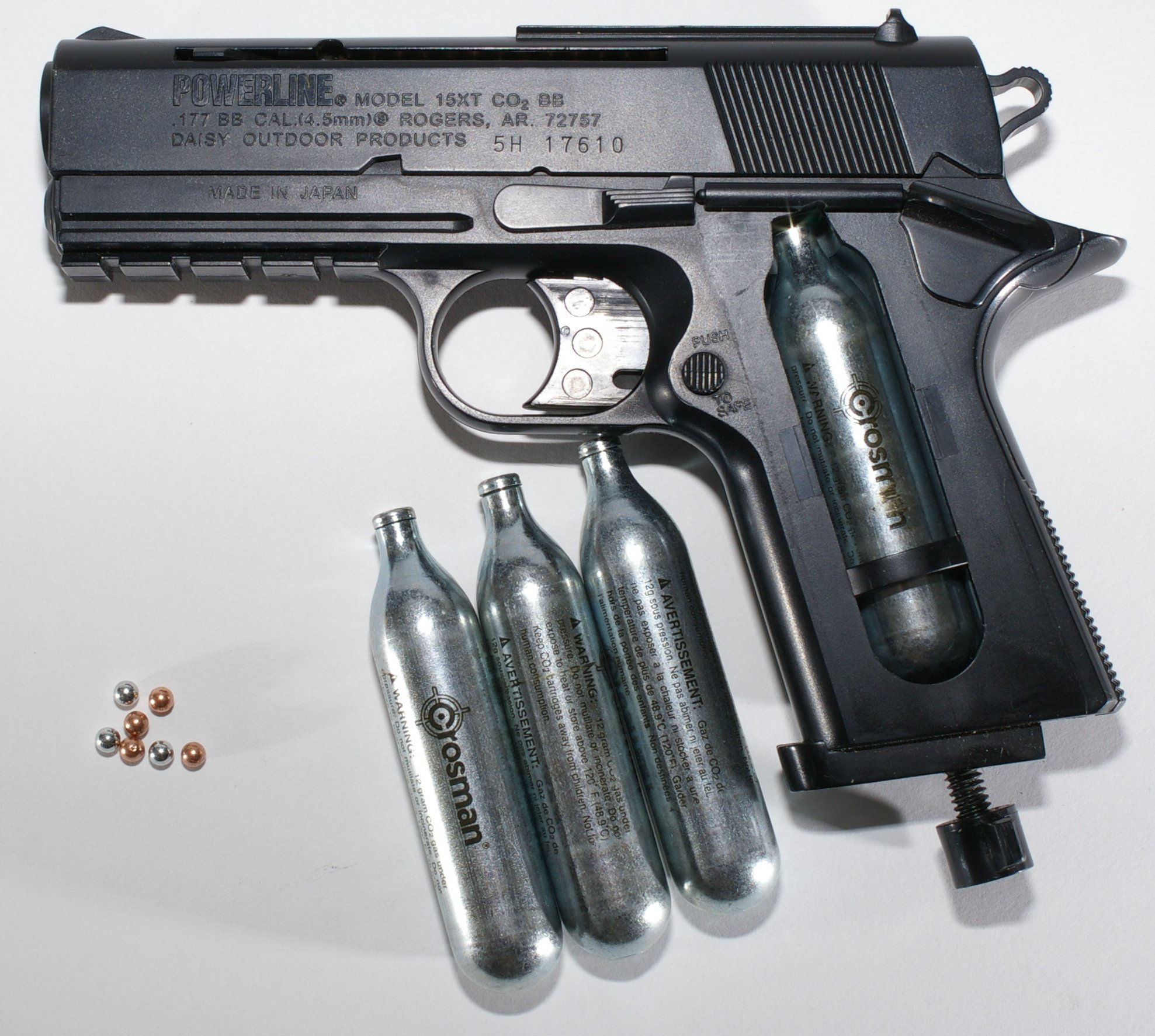
Пневматичний пістолет на балонах з вуглекислим газом.

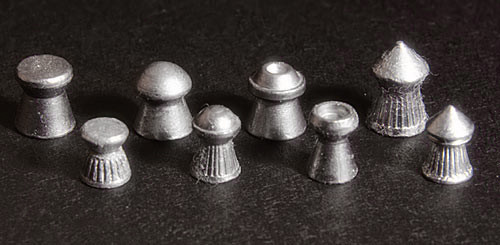
Свинцеві кулі Діаболо для пневматики 5,5 мм (.22 дюйма) (зверху), 4,5 мм (.177 дюйма) (знизу)

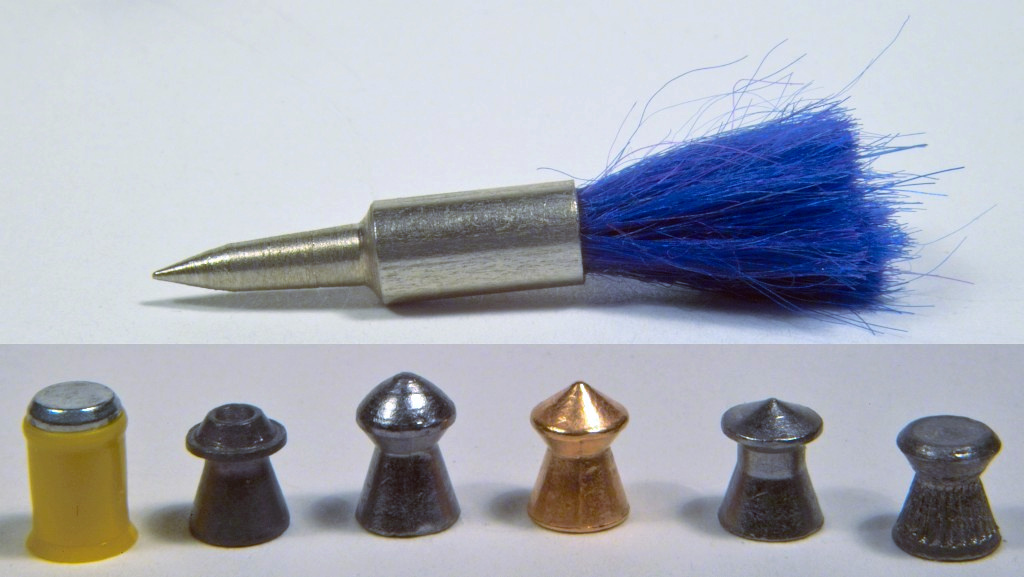
Дротик та різні кулі для пневматики калібру 4,5 мм (.177 дюйма)

Пневмати́чна збро́я — ручна зброя, в якій для викиду кулі через ствол задіяно тиск стисненого повітря або іншого газу. Пневматична рушниця з'явилася в 1431. Використовувалася як мисливська, а в кін. 18 ст. і як бойова зброя (Австрія, Франція і ін.). Пневматична гвинтівка «Windbüchse» системи Жирандоні не поступалася за характеристиками пороховій зброї свого часу (початок XIX століття) і була прийнята на обмежене озброєння в Австрії. Зважаючи на малу ефективність з поч. 19 ст. стала в основному спортивною зброєю або зброєю спеціального призначення (наприклад, є гвинтівка для встановлення тимчасових дротових антен, пістолет для "доставки" капсул з етилмеркаптаном - дуже смердючою леткою рідиною тощо.)

## Типи пневматичної зброї
Основні типи пневматичної зброї:
- Поршнево-пружинна (ППП). У цьому типі викид кулі досягається за рахунок швидкого викидання повітря в стволик завдяки   стиснутій пружині, яка передає енергію на поршень, який щільно прилягає до зовнішнього циліндра. Приклад: тирова рушниця ИЖ-38/ИЖ-38С
- З попереднім накачуванням (PCP - Pre-Charged Pneumatics). У цій зброї повітря чи інший газ передчасно стискається у балоні під високим тиском (80-300 атм) і через декомпресійну камеру подається у ствол. Приклади: ВАМ-50, CZ-200, Walther Dominator.
- Компресійна пневматична зброя. У цій зброї повітря також стискається до моменту пострілу, однак це відбувається саме в робочій камері і, як наслідок, його вистачає лише для одного пострілу. Чомусь прийнято виділяти клас "мультикомпресійної" пневматики, однак це означає усього лише те, що потрібний для пострілу тиск досягається за рахунок декількох накачувань балону і, відповідно, наявністю клапана між робочою камерою та нагнітальним поршнем. Приклади: ИЖ-46, Гвинтівки Mendosa (якраз мультикомпресійні).
- Газобалонна пневматична зброя. Під газобалонною пневматикою мають на увазі зброю, у якій як робоче тіло використовується газ, відмінний від повітря (найчастіше вуглекислий), тобто клас це досить умовний. В основному джерелом живлення є 8, 12, 88-грамові балончики. Приклад: KWC 302s.
- Мультикомпресійна пневматика. Принцип дії такий самий, що і у компресійної пневматики, тільки качати для забезпечення потрібного тиску в клапані можна від 1 до 10—15 разів. Природно, при цьому зростає швидкість кулі. Самий істотний недолік — довга підготовка до пострілу. Характерні риси у зброї такого типу: хороша точність на середніх дистанціях, середня потужність, дуже слабкий відбій, викликаний тільки ударом курка по клапану і вильотом кулі, можливість ефективного використання модератора, відсутність навантаження на оптику.
- Пневматична зброя на пневмопатронах. В ній використовуються спеціальні багаторазові патрони, що споряджаються кулею та стиснутим повітрям. Конструктивно зброя на пневмопатронах подібна на вогнепальну зброю, існують спеціальні набори для пристосування вогнепальної зброї під пневмопатрони з метою здешевлення тренувань з нею і розважальної стрільби.

## Призначення та використання

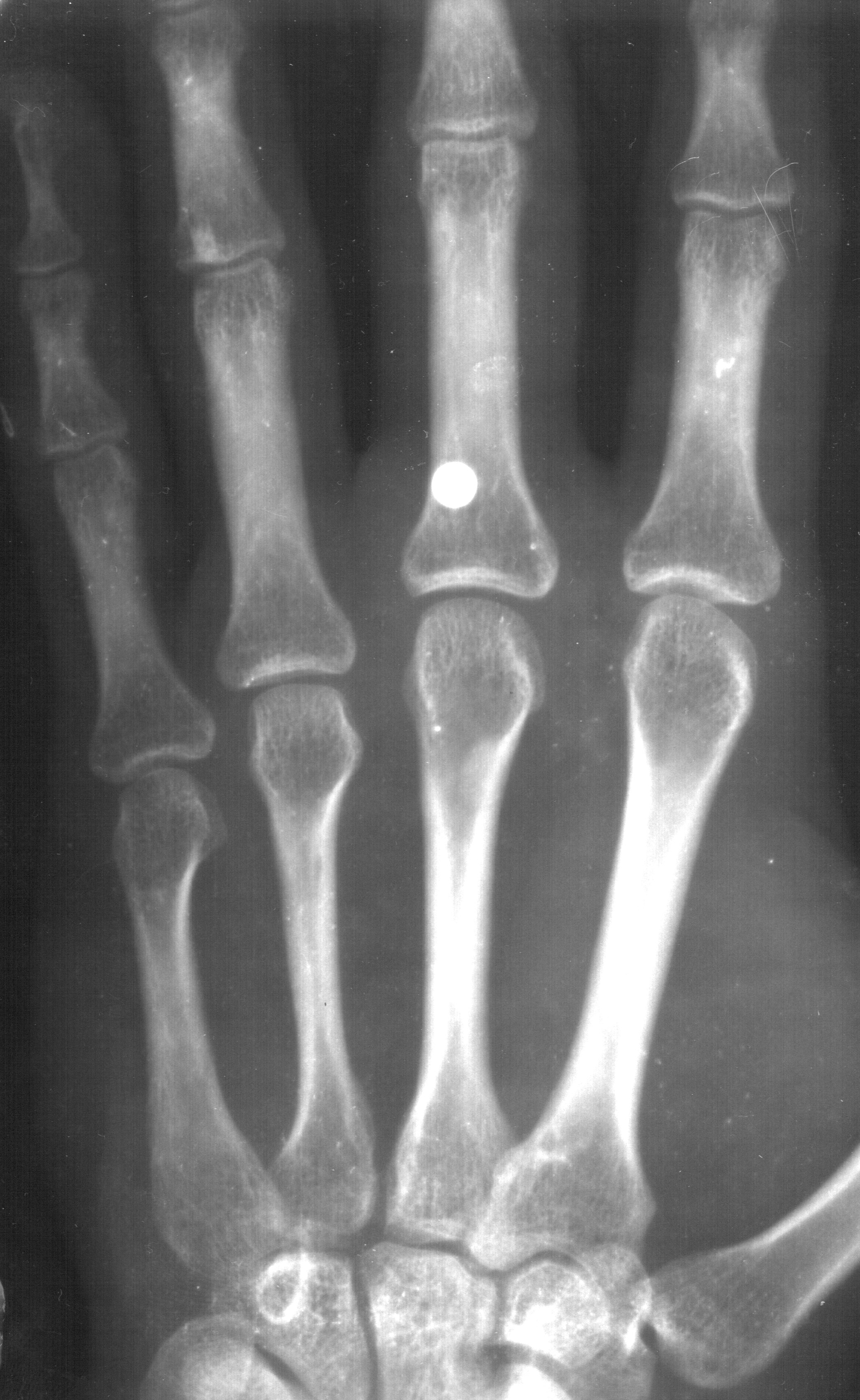
Поранення від газобалонного пістолета: сталева BB-куля (4,5 мм) всередині руки

Пневматична зброя використовується як аматорська розважальна, спортивна та мисливська зброя. Зброя різного призначення має різну потужність і, в окремих випадках, вимагає отримання спеціальних дозвільних документів. Крім того, в різних країнах встановлюються різні обмеження на використання та/або конструкцію пневматичної зброї, в тому числі: калібр, можливість застосування для полювання, можливість встановлення глушника тощо.
Пневматична зброя вимагає дотримання правил безпеки.

## Історія розвитку пневматичної зброї
Принцип роботи пневматичної зброї можна зіставити з принципом роботи стародавньої духової зброї. Саме тоді, в далекі часи, племена Америки, Азії, Індонезії використовували для полювання і свого захисту духові трубки.
Перша рушниця, яка була названа пневматичною, з’явилася в 1431 році. Її створив зброяр Гуттер в славному місті Нюрнберг (Німеччина). Ця рушниця працювала за принципом компресії і використовувалася для полювання. Саме компресійна пневматика найдавніша, а Німеччина — це батьківщина всієї пневматичної зброї.
Звичайно, на цьому все не закінчилося … Багатьом майстрам сподобався принцип роботи пневматичної зброї, і вони почали розробляти свої версії, які були більш вдосконаленими в порівнянні з першою пневматичною гвинтівкою.
З’явилося все більше охочих придбати новий вид зброї. Так, в 1600 році для самого короля Генріха VI було створено спеціальну пневматична гвинтівка зброярем Марель (Німеччина). З цього моменту пневматична зброя почала набувати все більшої популярності. Її замовляли багаті і титуловані люди.
У 1607 році була створена перша газобалонна пневматика в Парижі ( Франція ). У 1780 році на загальний огляд була представлена двоствольна рушниця, яка з одного ствола стріляла за допомогою порохового заряду, а в іншому — була вмонтована пневматична система (балон зі стисненим повітрям). У 1790 році винайшли першу пневматичну зброю, яка могла здійснити кілька пострілів підряд і так само працювало за допомогою стиснутого повітря, що знаходиться в балоні (резервуарі).
З 18-го століття пневматична зброя ставала все більш популярною. А оскільки попит народжує пропозицію, майстри постійно намагалися удосконалити свої зразки пневматики, щоб стати найкращими на ринку, що розвивається.
У цей же період, пневматичну зброю стали використовувати не тільки як мисливську, але також і бойову.
Популярність пневматики поширилася на всю Європу. Почали створюватися перші зброярські компанії, які спеціалізувалися на виробництві пневматичної зброї. Так, наприклад компанія Gamo розпочала свою роботу в 1880 році з виробництва куль для пневматики, а потім і самої зброї, і до цих пір вже майже 150 років, ця фірма радує своїх покупців гарною якістю своєї продукції.
Технічним проривом у розвитку пневматичної зброї стало 19-е століття. Компанії, що спеціалізувалися на виробництві пневматики, росли як на дріжджах. Почали проводитися спеціальні змагання зі стрільби з пневматичної зброї. На базі змагань почали створювати клуби стрільців з пневматики, влаштовувати різні ігри. І ось сьогодні на прилавках магазинів можна побачити дуже великий асортимент пневматичної зброї. Пневматика стала доступна для всіх і для кожного, а не тільки для королів.
Основними виробниками пневматичної зброї є:
- Росія: ИЖМЕХ, Аникс, ООО «Калибр», ООО «ЭДган», ООО «Демьян», ЗАО КСПЗ ;
- Чехія: CZ;
- Тайвань: KWC;
- Австрія: Steyr;
- Німеччина: Umarex, Weihrauch, Diana RWS, Walther, Suhl Haenel, J. G. Anschütz, Feinwerkbau;
- Англія, Швеція: Logun, Webley, BSA Guns, FX Airguns, Gunpower Airguns;
- США: Crosman, Daisy, Benjamin, Gletcher, AirForce;
- Іспанія: Norica, Gamo, Cometa;
- Туреччина: Hatsan, Kral, Torun Arms;
- Мексика: Mendoza;
- Китай: Shanghai, BAM, BMK;
- Україна: /ТОВ "Латек" [Архівовано 19 січня 2018 у Wayback Machine.], "ЗБРОЯ"